# Hapithus agitator
Hapithus agitator är en insektsart som beskrevs av Philip Reese Uhler 1864. Hapithus agitator ingår i släktet Hapithus och familjen syrsor. Inga underarter finns listade i Catalogue of Life.